# Ernst Julius Philipp Thiele
Ernst Julius Philipp Thiele (* 1791 in Stolberg (Harz); † vor 1874) war ein deutscher Buchdrucker, Herausgeber und Schulze.

## Leben
Philipp Thiele stammte aus der unter kursächsischer Oberhoheit stehenden Grafschaft Stolberg im Harz. Nach dem Schulbesuch erlernte er den Beruf eines Buchdruckers in der im Nordharz gelegenen Stadt Wernigerode. Anschließend fand er eine Anstellung in der Viehweg'schen Buchdruckerei in Braunschweig, wo er umfangreiche praktische Erfahrungen erwarb, um sich anschließend ab 1827 als Buchdrucker in der Druckerei seines Schwiegervaters Struck beruflich selbständig machen zu können. In der Hauptstadt der Grafschaft Wernigerode wurde er unter dem Erbgrafen Henrich zu Stolberg-Wernigerode Hofbuchdrucker der Familie. In den folgenden Jahren gab er in seiner Hofbuchdruckerei mit gräflicher Konzessionen zahlreiche Schriften und Gelegenheitsdrucke heraus.
Heinrich Pröhle bekam durch Philipp Thiele ein unbekanntes Märchen aus dem Fundus von Bernhard Thiersch vermittelt.
Ende Mai 1848 gab er seine Hofdruckerei in Wernigerode in die Hände von C. Ziegler und widmete sich fortan der Kommunalpolitik im benachbarten Vorort Nöschenrode, wo er das Schulzenamt ausübte.

## Herausgeberschaften
- Gemeinnütziges Unterhaltungsblatt für Stadt und Land. Wernigerode 1832.
- Gemeinnütziges Unterhaltungsblatt für Stadt und Land. Wernigerode 1833.
- Denkmal der Liebe und Verehrung des Erlauchten Grafenhauses zu Stolberg-Wernigerode beim Einzuge des Erl. Herrn Erbgrafen Hermann mit Hochdessen Erl. Frau Gemahlin Emma, geb. Gräfin Erbach-Fürstenau, dargebracht am 28. Sept. 1833 von den Bewohnern der Grafschaft Wernigerode. Wernigerode 1833.
- Gedichte, welche Sr. Erlaucht, den gnädigst regierenden Grafen und Herrn Herrn Henrich, Grafen zu Stolberg-Wernigerode und Ihrer Erlaucht, der gnädigst regierenden Gräfin und Frau Frau Eberhardine, Gräfin zu Stolberg-Wernigerode geb. Freiin von der Reck am Tage Höchstihrer silbernen Hochzeit am 30. Dezember 1835 unterthänigst dargebracht sind. Wernigerode 1836.